# 國立成功大學航空太空科技研究中心
國立成功大學航空太空科技研究中心（Aerospace Science and Technology Research Center, ASTRC），簡稱成大航太中心，隸屬成大產學創新總中心，主要進行前瞻性基礎研究、人才培育，並推動產、官、學、研合作計畫以開發產業需求技術。

## 外部連結
- 國立成功大學航空太空科技研究中心